# Karl Trojer
Karl Trojer (San Candido, 27 febbraio 1950) è un ex sciatore alpino italiano.

## Biografia
Slalomista puro, in Coppa del Mondo Trojer ottenne il primo risultato di rilievo il 13 dicembre 1978 sul tracciato 3-Tre di Madonna di Campiglio (10º) e l'unico podio il 9 gennaio 1979 a Crans-Montana (3º alle spalle del tedesco occidentale Christian Neureuther e del bulgaro Petăr Popangelov); in quella stessa stagione 1978-1979 in Coppa Europa fu 3º nella classifica di specialità. L'ultimo piazzamento della sua attività agonistica fu il 4º posto ottenuto nello slalom speciale di Coppa del Mondo disputato il 10 marzo 1980  a Cortina d'Ampezzo; non prese parte a rassegne olimpiche né ottenne piazzamenti ai Campionati mondiali.

## Palmarès

### Coppa del Mondo
- Miglior piazzamento in classifica generale: 43º nel 1979
- 1 podio (in slalom speciale):
  - 1 terzo posto

### Campionati italiani
- 1 medaglia[3]:
  - 1 bronzo (slalom speciale nel 1978)